# Ambelónas (Larissa)
Ambelónas, en grec moderne : Αμπελώνας, est une petite ville et un ancien dème du district régional de Larissa, en Thessalie, Grèce. Depuis 2010, il est fusionné au sein du dème de Týrnavos.
Selon le recensement de 2011, la population du dème compte 8 055 habitants tandis que celle de la localité s'élève à 6 083 habitants.